# Alpinia acuminata
Alpinia acuminata är en enhjärtbladig växtart som beskrevs av Rosemary Margaret Smith. Alpinia acuminata ingår i släktet Alpinia och familjen Zingiberaceae.
Artens utbredningsområde är Papua Nya Guinea. Inga underarter finns listade i Catalogue of Life.